# Lucanus atratus
Lucanus atratus là một loài bọ cánh cứng trong họ Lucanidae. Loài này được Hope mô tả khoa học năm 1831.